# Jimmy Del Ray
Pour les articles homonymes, voir David Ferrier et Ferrier (homonymie).
David Ferrier (plus connu sous le nom « The Gigolo » Jimmy Del Ray), né le 30 novembre 1962 à Grove City en Pennsylvanie, et mort le 6 décembre 2014, est un catcheur américain. 
Del Ray a catché à la World Wrestling Federation en équipe sous le nom des the Heavenly Bodies avec Tom Prichard.

## Carrière

### Circuit indépendant
Del Ray a été entraîné par The Mighty Yankee et a débuté en 1985 sous le nom de « Jimmy Del Ray ». Durant les années 1980, Del Ray a catché à la Florida Championship Wrestling sous le nom de  « Jumo Kenya ». Plus tard avec le nom de "Jimmy Backlund" et son partenaire Brett Sawyer sous le nom des « The Playboys ». The Playboys sont couronnés  FCW Tag Team Championship le 1er juillet 1989, après que le titre soit vacant. Le 22 août, ils perdent le titre face aux Nasty Boys.
Del Ray rejoint la Smoky Mountain Wrestling, où il remplace Stan Lane dans l'équipe des the Heavenly Bodies avec Tom Prichard. The Heavenly Bodies sont managés par James E. Cornette, et remportent le titre SMW Tag Team Championship en 3 occasions.

### World Wrestling Entertainement (1993-1994)
Cornette amène les the Heavenly Bodies à la World Wrestling Federation en 1993. En faisant leur première apparition le 9 août 1993 à Monday Night Raw, ils battent Bobby Who et Mike Bucci. Ils se lancent dans la course aux titres de World Tag Team Champions face aux Steiner Brothers mais perdent le 30 août à SummerSlam 1993.
Au Survivor Series 1993 le 24 novembre au Boston Garden, the Heavenly Bodies font face à The Rock 'n' Roll Express pour le titre SMW Tag Team Championship. The Heavenly Bodies remportent le match, Del Ray frappe Robert Gibson avec la raquette de Jim Cornette, Prichard fait alors le tombé sur Gibson et remportent le titre.
À WrestleMania X le 20 mars 1994 au Madison Square Garden, the Heavenly Bodies battent The Bushwhackers dans un dark match. Au Survivor Series 1994 du 23 novembre, the Heavenly Bodies participent à un survivor match, faisant équipe avec Bam Bam Bigelow, Tatanka, et King Kong Bundy dans la Ted DiBiase Million Dollar Team. The Million Dollar Team battent l'équipe adverse, Guts and Glory (Lex Luger, Mabel, Adam Bomb, et the Smoking Gunns), Prichard et Del Ray sont éliminés dans le match.

### Extreme Championship Wrestling
The Heavenly Bodies font quelques apparitions à l'Extreme Championship Wrestling en décembre 1995 dans les membres de la Raven's Nest. À ECW December To Dismember: Ultimate Jeopardy du 9 décembre, the Heavenly Bodies attaquent the Public Enemy.

### World Championship Wrestling
Del Ray rejoint la World Championship Wrestling sous le nom de Jimmy Graffiti. Il participe à la battle royal de World War 3 le 24 novembre 1996. À la suite d'une blessure en 1997, Del Ray décide de quitter le catch. Il devient alors instructeur à l'école de la  Floridian professional wrestling pendant plusieurs années.

## Palmarès
- Championship Wrestling from Florida 
  - FCW Tag Team Championship (1 fois) avec Brett Sawyer

- Future Championship Wrestling 
  - FCW Junior Heavyweight Championship (1 fois)

- Independent Wrestling Association Mid-South 
  - IWA Mid-South Light Heavyweight Championship (1 fois)

- Pennsylvania Championship Wrestling 
  - PCW Tag Team Championship (1 fois) avec Tom Prichard

- Power Slam
  - PS 50 : 1994/26.
  - Tag Team of the Year (1993) avec Tom Prichard

- Pro Wrestling Illustrated
  - Classé 73e des 100 meilleures équipes avec Tom Prichard en 2003[3]

- Smoky Mountain Wrestling 
  - SMW Beat the Champ Television Championship (1 fois)
  - SMW Tag Team Championship (3 fois) avec Tom Prichard

- United States Wrestling Association
  - USWA World Tag Team Championship (1 fois) avec Tom Prichard[4]